# Schattenherz
Schattenherz war ein kurzlebiges Synthiepop-Duo um Sängerin Marianne Rosenberg und den Musikproduzenten Dirk Riegner.

## Bandgeschichte
Auf ihrem Album Regenrhythmus (2011) arbeitete Marianne Rosenberg mit Dirk Riegner als Produzenten zusammen. Marianne Rosenberg, zu dieser Zeit erneut auf dem Schlager festgefahren, suchte nach neuen musikalischen Ausdrucksmöglichkeiten. Riegner, erfahren als Produzent verschiedener Musikstile hatte eine gewisse Vorliebe für New Wave und New Romantic. In Schweden entstand der Track Kaltes Herz, der für das Projekt sowas wie die Initialzündung war. So entstand das Projekt Schattenherz, von dem die Plattenfirma zunächst nicht begeistert war. Erst durch eine neue Produktmanagerin gelang es den beiden, ihr neues Projekt in Angriff zu nehmen.
Für das Projekt nahmen die beiden die Alias Victor und Victoria an, um es auch nach außen als Newcomer-Projekt zu verkaufen und sich von den bisherigen Marken zu lösen. Die beiden nahmen gemeinsam das Album Das Leben ist schön auf, das am 18. Oktober 2013 über Edel Records erschien. Bereits im September erschien die Single Alles klingt von dir. Das Album erreichte Platz 94 der deutschen Albencharts.
Am 21. März 2014 verkündete das Projekt auf unbestimmte Zeit eine Pause vorzunehmen.

## Musikstil
Musikalisch näherte sich das Projekt dem 1980er New Wave und Synth Pop an. Rosenberg beschrieb die Musik gerne als „Mystic-Glam-Pop“. Die Texte sind vor allem in deutscher Sprache, auf dem Album befinden sich aber auch zwei Titel in englischer und einer in französischer Sprache. Verglichen wurde die Musik oft mit Peter Heppner und 2Raumwohnung.

## Diskografie
Alben
- 2013: Das Leben ist schön (Edel Records)

Singles
- 2013: Alles klingt von dir